# Grande Prêmio Bento Gonçalves
Grande Prêmio Bento Gonçalves é a prova máxima brasileira para cavalos da raça Puro Sangue Inglês de Corrida (thoroughbred) disputada em pista de areia.
É organizado pelo Jockey Club do Rio Grande do Sul, e  seu palco atual é o Hipódromo do Cristal em Porto Alegre. É  uma corrida de galope plano , sempre em pista de areia e destina-se a participantes nacionais e estrangeiros de três anos e mais idade.
Foi criado com auxílio do Governo do Estado (governador Carlos Barbosa), para desenvolver o turfe.
Dentre as solenidades que antecedem a prova apresenta-se a Banda da Brigada Militar do Rio Grande do Sul.

## Data da competição
A data de sua realização tradicionalmente é a do feriado de Proclamação da República do Brasil no dia 15 de novembro, mas ela vem sendo alterada, em geral por adequação a transmissão televisiva (simulcasting com outros hipódromos). Em 2011: domingo, 20 de novembro. Em 2012 é na tarde de domingo dia 18 de novembro. Em 2013, na tarde de domingo dia 17 de novembro. Em 2014, dia 15 de novembro. Em 2015 experimentalmente foi mudado o mês para outubro, dia 10, sábado.

## Histórico da competição
- Foi disputado pela primeira vez em 1909 no Prado Rio-Grandense, no  bairro Menino Deus, sob controle da Associação Protetora do Turfe, ( que mais tarde teria sua denominação alterada para a atual) na presidência do Cel. Antônio Pedro Caminha. Foi vencido pelo uruguaio Aguapehy (antes Chaperron) com o jóquei Adalberto Soares.
- Em 1910 passou a ser disputado na pista do Moinhos de Vento, onde em 1894 se fundara o Prado Independência. A  primeira disputa no novo hipódromo foi vencida pelo francês importado Pharamond ( filho do também frances Vancoulers) com o jóquei Antenor Abreu.
- O primeiro corredor nacional a vencer esta prova, foi Chrysanthemo, em 1927 , (filho do norteamericano importado Dreadnought , segundo colocado no Bento de 1919). Crhysanthemo também venceu o Grande Prêmio Cruzeiro do Sul (Derby Carioca) e mais uma vez o Bento.
- O último Grande Prêmio Bento Gonçalves disputado no Hipódromo Moinhos de Vento foi vencido pelo maior craque  que correu nessa raia: Estensoro, montado pelo jóquei Antônio Ricardo. Estensoro também foi Tríplice Coroado e venceu o Grande Prêmio Protetora do Turfe.
- Em 1959 passou ao recém-inaugurado Hipódromo do Cristal, e foi vitorioso o argentino Chaval (filho do ingles Tudor Castle) com o jóquei Antonio Ricardo. Chaval também venceu o Grande Prêmio Paraná.
- O animal que pela primeira vez venceu tres vezes consecutivas o Grande Prêmio Bento Gonçalves  foi El Asteroide ,  com o jóquei Albenzio Barroso, nos anos de 1964, 1965 e com o jóquei Oracy Cardoso em 1966, o que o deixou como referencial da prova na memória turfística do sul do Brasil. El Asteróide também venceu o Grande Prêmio Paraná .
- O argentino Chupito (filho do também argentino Electrodo) foi o único que venceu , além do  G. P. Bento Gonçalves - o que ocorreu em 1973- , montado pelo jóquei Hugo Lopez ,  as mais importantes provas da Argentina e do Uruguai: o Carlos Pellegrini e o Ramírez- o que ocorrera no ano anterior .
- O nacional Zirbo ( filho do também nacional Egoismo) foi o único a repetir o feito de El Asteroide, vencendo tres edições consecutivas do Bento com os jóqueis Moacir Silveira (1981), EDSON AMORIM (1982) e HOLMES FREITAS (1983). Zirbo ainda venceu dois Protetoras.
- O nacional Victory Is Ours (filho do norteamericano Northern Afleet) conduzido por Josiane Goulart propiciou a vitoria de uma joqueta pela primeira vez no Grande Prêmio Bento Gonçalves em 2013. O mesmo cavalo já havia vencido no Grande Prêmio Paraná.

## Resultados

### Prado Riograndense

#### 2100mt
| Ano  | Vencedor | País | Pai     | País | Égua-mãe  | País | Dist  | 2°lugar | 3°lugar | Tempo   |
| ---- | -------- | ---- | ------- | ---- | --------- | ---- | ----- | ------- | ------- | ------- |
| 1909 | AGUAPEHY |      | EXPRESS |      | TORPEDERA |      | 2100M | WISDON  | HERMITT | 142s2/5 |

### Prado Independência / Hipódromo dos Moinhos de Vento

#### 3100mt
| Ano  | Vencedor     | País | Pai           | País | Égua-mãe      | País | Dist   | 2°lugar       | 3°lugar            | Tempo         |
| ---- | ------------ | ---- | ------------- | ---- | ------------- | ---- | ------ | ------------- | ------------------ | ------------- |
| 1910 | PHARAMOND    |      | VAUCOULEURS   |      | PHAO          |      | 3100mt | SAPUCAIA      | SARAH              | 218s          |
| 1911 | LE MENILLET  |      | REMINDER      |      | LA CERLANGUE  |      | 3100mt | OREST         | JATAHY             | 212s2/5 (rec) |
| 1912 | BOCHITA      |      | NEAPOLIS      |      | BLONDINETTE   |      | 3100mt | LIME D'OR     | FOCO               | 216s2/5       |
| 1913 | IDEAL        |      | GALASHIELS    |      | SHEARLING     |      | 3100mt | BORDONA       | LAMARTINE          | 210s (rec)    |
| 1914 | CONDOR       |      | RELAMPAGO     |      | CARTE BLANCHE |      | 3100mt | MONT DOR      | CORINDON           | 213s2/5       |
| 1915 | DUROC        |      | DANTON        |      | COLLULA       |      | 3100mt | WERHER        | SPARTACUS          | 211s3/5       |
| 1916 | DUROC        |      | DANTON        |      | COLLULA       |      | 3100mt | JUANCITO      | XIRIPA             | 215s          |
| 1917 | JUANCITO     |      | INDEX         |      | PIRIAPOLIS    |      | 3100mt | DUROC         | LA SOURIS          | 211s          |
| 1918 | CRUCERO      |      | OLD MAN       |      | CURZOLA       |      | 3100mt | SALITRAL      | HARLEM             | 215s          |
| 1919 | TIC TAC      |      | BATIFONDO     |      | DUNSE         |      | 3100mt | DREADNOUGHT   | HORACIO            | 201s2/5       |
| 1920 | GLASGOW      |      | ROSSI         |      | nn            |      | 3100mt | CONDE DANILO  | PRECURSOR          | 201s2/5       |
| 1921 | COCKNEY      |      | EVERGREEN     |      | MELFORT       |      | 3100mt | PRECURSOR     | GALLIENI           | 202s          |
| 1922 | PRECURSOR    |      | SANS ATOUT    |      | PICARA        |      | 3100mt | CHUMBAZO      | HEROE              | 204s1/5       |
| 1923 | PERTINAZ     |      | INDEX         |      | FLORECILLA    |      | 3100mt | TIFON         | CARPENTIER         | 208s4/5       |
| 1924 | PERTINAZ     |      | INDEX         |      | FLORECILLA    |      | 3100mt | COPETON       | POCITOS            | 206s3/5       |
| 1925 | MAESTRO      |      | GRAN SENOR    |      | FORTINA       |      | 3100mt | LUXOR         | COPETON            | 201s3/5       |
| 1926 | DECAMPS      |      | LARREA        |      | DONCELLA      |      | 3100mt | ARIEL         | GOLOSO             | 204s          |
| 1927 | CHRYSANTHEMO |      | DREADNOUGHT   |      | CRAVINA       |      | 3100mt | EPIROS        | DECAMPS            | 207s2/5       |
| 1928 | EDISON       |      | GRADELY       |      | RICUSA        |      | 3100mt | PARAMOUNT     | EL POCHO           | 213s          |
| 1929 | SCORPIO      |      | PILLO         |      | SENDA         |      | 3100mt | PENACHO       | CHRYSANTHEMO       | 209s2/5       |
| 1930 | CHRYSANTHEMO |      | DREADNOUGHT   |      | CRAVINA       |      | 3100mt | SCORPIO       | LANDE FLEURIE      | 207s1/5       |
| 1931 | SCORPIO      |      | PILLO         |      | SENDA         |      | 3100mt | LANDE FLEURIE | RODOLPHO VALENTINO | 208s4/5       |
| 1932 | CIFRÃO       |      | SIETE Y MEDIO |      | GILDA         |      | 3100mt | CARDITO       | AUDAZ              | 208s          |

#### 3200mt
| Ano  | Vencedor     | País | Pai           | País | Égua-mãe     | País | Dist   | 2°lugar    | 3°lugar       | Tempo          |
| ---- | ------------ | ---- | ------------- | ---- | ------------ | ---- | ------ | ---------- | ------------- | -------------- |
| 1933 | GIN PURO     |      | MACON         |      | GRAN SENORA  |      | 3200mt | OBOE       | DUGGAN        | 214s3/5        |
| 1934 | DUGGAN       |      | SIETE Y MEDIO |      | HENRIETTE    |      | 3200mt | CANCANERO  | OBOE          | 212s4/5 (rec)  |
| 1935 | BENTANCOR    |      | OFENSOR       |      | BERLONA      |      | 3200mt | KOSMOS     | OBOE          | 213s2/5        |
| 1936 | KOSMOS       |      | AYMESTRY      |      | VENTUROZA    |      | 3200mt | STEFAN     | VANIDOSO      | 214s4/5        |
| 1937 | MARITAIN     |      | SPARUS        |      | MARIGOLD     |      | 3200mt | BONSOL     | KID CHOCOLATE | 211s1/5 (rec)  |
| 1938 | CABALISTA    |      | SCHAHRIAR     |      | LA LICORNE   |      | 3200mt | BONSOL     | FEITIÇO       | 213s2/5        |
| 1939 | MARITAIN     |      | SPARUS        |      | MARIGOLD     |      | 3200mt | MEULEN     | ABOUKIR       | 212s           |
| 1940 | FALANGISTA   |      | MACON         |      | FALERNITA    |      | 3200mt | PRECINTO   | URUGUAI       | 216s1/5        |
| 1941 | DIOGENES     |      | RICO          |      | DIVETTE      |      | 3200mt | SHANGHAI   | CANCIONERO    | 215s           |
| 1942 | TAM-TAM      |      | LOMBARDO      |      | TEORICA      |      | 3200mt | DIOGENES   | EN PUERTA     | 213s2/5        |
| 1943 | SEDUCTOR     |      | SERIO         |      | CANDIDE      |      | 3200M  | BEDEL      | ARDENT        | 214s4/5        |
| 1944 | SECRETO      |      | COCLES        |      | SEINE        |      | 3200mt | DONCEL     | ALQUICE       | 218s3/5        |
| 1945 | TROMPO       |      | TABLE GREEN   |      | HAUTE COMBE  |      | 3200mt | MANICOMIO  | LORENCINO     | 213s           |
| 1946 | CAMARON      |      | CIGARRAL      |      | GODLIKE      |      | 3200mt | ESDEDOS    | MARIMOA       | 217s4/5        |
| 1947 | SONADA       |      | STAYER        |      | SOSPECHA     |      | 3200mt | MARIMOA    | JURU          | 216s           |
| 1948 | CLORO        |      | CLARIN        |      | LA CHARMEUSE |      | 3200mt | ZORRO      | MARIMOA       | 216s           |
| 1949 | ACHERON      |      | TAI-YANG      |      | ACHRAY       |      | 3200mt | LEÑERO     | XIRU          | 217"1/5        |
| 1950 | CRAVETE      |      | CRATER        |      | BLINDADA     |      | 3200mt | CARCEL     | ORIGON        | 210s 4/5 (rec) |
| 1951 | CRAVETE      |      | CRATER        |      | BLINDADA     |      | 3200mt | OLMO       | GAITA DE OURO | 216s           |
| 1952 | LORD ANTIBES |      | VATELLOR      |      | NAVY         |      | 3200mt | TORPEDO    | GARGANTINN    | 214s1/5        |
| 1953 | LORD ANTIBES |      | VATELLOR      |      | NAVY         |      | 3200mt | OBOLENSKI  | BALTIMORE     | 214s           |
| 1954 | BEST         |      | BLACKAMOOR    |      | EPATANTE     |      | 3200mt | HALTE-LA   | DENIZETTE     | 210s (rec)     |
| 1955 | SALOMÃO      |      | CONFESO       |      | SALAMERA     |      | 3200mt | NORMAG     | CYRO          | 213s1/5        |
| 1956 | ARIZU        |      | CORONEL       |      | MAY WONG     |      | 3200mt | OBOE       | UCARI         | 212s           |
| 1957 | BUEN MOZO    |      | BLACKAMOOR    |      | MONINHA      |      | 3200mt | TOSTÃO     | GUARIDA       | 210s2/5        |
| 1958 | ESTENSORO    |      | ESTOC         |      | PERFIDIA     |      | 3200mt | DARK SAUCE | OURODUPLO     | 208s1/5 (rec)  |

### Hipódromo do Cristal

#### 3000mt
| Ano  | Vencedor     | País | Pai                   | País | Égua-mãe      | País | Dist   | 2°lugar     | 3°lugar     | Tempo         |
| ---- | ------------ | ---- | --------------------- | ---- | ------------- | ---- | ------ | ----------- | ----------- | ------------- |
| 1959 | CHAVAL       |      | TUDOR CASTLE          |      | DAMSEL        |      | 3000mt | GUINDO      | LORD CHANEL | 198"3/5       |
| 1960 | ZAGO         |      | DON JOSE              |      | ABADITE       |      | 3000mt | GAVROCHE    | LORD CHANEL | 198s          |
| 1961 | ARGONAÇO     |      | ARAM                  |      | SOMERVILLE    |      | 3000mt | LORD CHANEL | ROI DU FOX  | 195 4/5       |
| 1962 | VIZCAINO     |      | SIDERAL               |      | CANTABRICA    |      | 3000mt | ESTUPENDA   | OUROPOMBO   | 193s (record) |
| 1963 | POLAR VENUS  |      | POLAR                 |      | CALDERITA     |      | 3000mt | DUNKERQUE   | EL CORSARIO | 198"2/5       |
| 1964 | EL ASTEROIDE |      | ELPENOR               |      | AL OINA       |      | 3000mt | INVITADA    | GOLF        | 196"1/5       |
| 1965 | EL ASTEROIDE |      | ELPENOR               |      | AL OINA       |      | 3000mt | AGASAJO     | INTERLAGOS  | 197"4/5       |
| 1966 | EL ASTEROIDE |      | ELPENOR               |      | AL OINA       |      | 3000mt | CARATAI     | AGASAJO     | 195s          |
| 1967 | DILEMA       |      | MAJOR DILEMMA         |      | OPERA         |      | 3000mt | BENEDICTO   | GOBELIN     | 196 1/5       |
| 1968 | COREJADA     |      | ELPENOR               |      | ESTUPENDA     |      | 3000mt | WALAD       | KING ARCHER | 195"3/5       |
| 1969 | LIGHT ROMU   |      | LIGHTSEN              |      | RONDA MUSICAL |      | 3000mt | KING TWIST  | DILEMA      | 194"2/5       |
| 1970 | LEXICON      |      | ULTRA                 |      | LA DERNIERE   |      | 3000mt | ESTUPENDO   | DON CACHOLA | 194s2/5       |
| 1971 | NEGRONI      |      | FLAMBOYANT DE FRESNAY |      | AURORA        |      | 3000mt | TRAGI FARSA | LEXICON     | 196s1/5       |

#### 2400mt
| Ano  | Vencedor          | País | Pai                | País | Égua-mãe          | País | Dist   | 2°lugar         | 3°lugar             | Tempo      |
| ---- | ----------------- | ---- | ------------------ | ---- | ----------------- | ---- | ------ | --------------- | ------------------- | ---------- |
| 1972 | LOCOMOTOR         |      | LACYDON            |      | RETORICA          |      | 2400mt | ZURKIS          | FENOMENAL           | 154s4/5    |
| 1973 | CHUPITO           |      | ELECTRODO          |      | CHIMPA            |      | 2400mt | HEINZ           | OLDAK               | 155s       |
| 1974 | GOOD BLOKE        |      | FRESH AIR          |      | GOOD HOPE         |      | 2400mt | NANINO          | QUIMIA              | 152s1/5    |
| 1975 | ULEANTO           |      | DESERT CALL        |      | FLICKA            |      | 2400mt | SALUT           | ORMOLO              | 152s1/5    |
| 1976 | ULEANTO           |      | DESERT CALL        |      | FLICKA            |      | 2400mt | MAX             | BIG POKER           | 151"2/5    |
| 1977 | ZABRO             |      | QUIOSCO            |      | MAIANÇA           |      | 2400mt | JAPAO           | TRIUNFADOR          | 150"3/5 (r |
| 1978 | JETON             |      | CZAR ALEXANDER     |      | JENNYCO           |      | 2400mt | BIG LARK        | EARP                | 151s       |
| 1979 | GARVE             |      | GARBOSO            |      | ARVEJA            |      | 2400mt | THE LAST        | BIG LARK            | 137s 2/5   |
| 1980 | ARTUNG            |      | ZENABRE            |      | ARGUCIA           |      | 2400mt | REICHMARK       | EXOTICO             | 152"1/5    |
| 1981 | ZIRBO             |      | EGOISMO            |      | LEREIA            |      | 2400mt | CLACKSON        | EFESIVO             | 154"2/5    |
| 1982 | ZIRBO             |      | EGOISMO            |      | LEREIA            |      | 2400mt | EL SANTAREM     | SABASTO             | 154"1/5    |
| 1983 | ZIRBO             |      | EGOISMO            |      | LEREIA            |      | 2400mt | DARK DUKE       | ZOOL                | 153s       |
| 1984 | ZIRKEL            |      | ST CHAD            |      | NUZA              |      | 2400mt | DON DIRCEU      | EL GEORGE           | 153"4/5    |
| 1985 | HIPER GENIO       |      | VIZIANE            |      | SCOTTISH QUEEN    |      | 2400mt | INTERSTAR       | GRAND TOUR          | 151s       |
| 1986 | HIPER GENIO       |      | VIZIANE            |      | SCOTTISH QUEEN    |      | 2400mt | ELDAN           | LUBANGO             | 157s       |
| 1987 | ELDAN             |      | ESBIRRO            |      | COLUMPIA          |      | 2400mt | URUMAJO         | HIPER GENIO         | 155"1/5    |
| 1988 | HIPER GENIO       |      | VIZIANE            |      | SCOTTISH QUEEN    |      | 2400mt | ENDYKID         | FORT DE FRANCE      | 152"1/5    |
| 1989 | PELECHO           |      | RIO BRAVO          |      | RAFA              |      | 2400mt | ASK ME WAY      | HIPER GENIO         | 153s       |
| 1990 | ARDITO            |      | KIGRANDI           |      | GUARAVIRA         |      | 2400mt | HIPER GENIO     | PELILORE            | 151"2/5    |
| 1991 | AIOROSO           |      | DEBIQUE            |      | ILLIMANI          |      | 2400mt | HIPER GENIO     | HARVEST MOON        | 156s1/10   |
| 1992 | DON NIGE          |      | GAIANO             |      | NIGELA            |      | 2400mt | HOLLYWOOD CHAMP | BESANCON            | 153"1/10   |
| 1993 | FREE HO           |      | FREE HAND          |      | HOVENIA           |      | 2400mt | CHARLIE BROWN   | CALL ME FURY        | 151"1/10   |
| 1994 | SUPER PURPLE      |      | PURPLE MOUNTAIN    |      | MANAMAKI          |      | 2400mt | DON FIGHTER     | EBANO-DAY           | 151s       |
| 1995 | CEST DONZY        |      | GOOD DONZYL        |      | CECILE            |      | 2400mt | NOON SET        | WULARO ROAD         | 151s       |
| 1996 | MANDO TOSS        |      | EGG TOSS           |      | MANDANTE          |      | 2400mt | SOFT GOLD       | FIRST DIPLOMAT      | 153"1/10   |
| 1997 | KASHMIR VALLEY    |      | UN ETENDARD        |      | EXCLUSIVIDAD      |      | 2400mt | INDULGENTE      | FIRST DIPLOMAT      | 151"5/10   |
| 1998 | JACK GRANDI       |      | KIGRANDI           |      | DREAM OF KENTUCKY |      | 2400mt | HONEY STREET    | GRAN RICCI          | 148"5/10   |
| 1999 | GRAN RICCI        |      | LODE               |      | MISS CLEEF        |      | 2400mt | ASSAULTING RIDE | FIGHTING IRISH      | 150s       |
| 2000 | HOROWICKS         |      | QUINTUS FERUS      |      | MISS LONDON       |      | 2400mt | HANGARITO       | LIBERTINO           | 149s7/10   |
| 2001 | ELO DE PRATA      |      | OUR CAPTAIN WILLIE |      | CLAU JOHNSEN      |      | 2400mt | MUCHO DINERO    | HANGARITO           | 153s       |
| 2002 | HEROS SON         |      | MUCH BETTER        |      | SUNNIBEL          |      | 2400mt | LUCKY LOAD      | EVANDER             | 153s       |
| 2003 | HEROS SON         |      | MUCH BETTER        |      | SUNNIBEL          |      | 2400mt | ZECOLMEIA       | TELLUS              | 152"3/10   |
| 2004 | AMOR ETERNO       |      | ONLY ONCE          |      | TERTRY            |      | 2400mt | ISIDORITO       | MYSTIC SUNSET       | 155s       |
| 2005 | EAGLE PINES       |      | GHADEER            |      | VERDADE           |      | 2400mt | MYSTIC SUNSET   | IMMINENT DANGER     | 150s9/10   |
| 2006 | MATA LEAO         |      | SKI CHAMP          |      | JANDIRA BABY      |      | 2400mt | PAPIER ZOUK     | ORIENT INEXPLICABLE | 151s6/10   |
| 2007 | STARMAN           |      | TREMPOLINO         |      | SWEET MIND        |      | 2400mt | PTPRINCE        | REALLY THE FIRST    | 150s8/10   |
| 2008 | STARMAN           |      | TREMPOLINO         |      | SWEET MIND        |      | 2400mt | JAGUANUM        | BETTER BE GOOD      | 150s3/10   |
| 2009 | GOECOCHEA         |      | IBERO              |      | IMAGIN            |      | 2400mt | STARMAN         | MY MAJESTY          | 151s       |
| 2010 | QUANTO MAIS       |      | P T INDY           |      | VALE MAIS         |      | 2400mt | DECRIRE         | SIGA GOLD           | 149s5/10   |
| 2011 | STOCKHOLDER       |      | DANCER MAN         |      | SWEET BISCUIT     |      | 2400mt | GRAPETTE REPETE | FORCE TO FORCE      | 150s7/10   |
| 2012 | BEDUINO DO BRASIL |      | IMPRESSION         |      | DELINQUENT BIRD   |      | 2400mt | ZEZEU           | AYE LAD             | 149s       |
| 2013 | VICTORY IS OURS   |      | NORTHERN AFLEET    |      | NOUVELLE CUISINE  |      | 2400mt | DASH FOR MONEY  | MAISESPERTO GAIS    | 150s1/10   |

#### 2400mt , pista interina
| Ano  | Vencedor      | País | Pai        | País | Égua-mãe     | País | Dist   | 2°lugar        | 3°lugar         | Tempo    |
| ---- | ------------- | ---- | ---------- | ---- | ------------ | ---- | ------ | -------------- | --------------- | -------- |
| 2014 | WHOOPEE MAKER |      | MACHO UNO  |      | PALPITANTE   |      | 2400mt | SAVE THE TIGER | BEAUTIFUL POINT | 157s6/10 |
| 2015 | DIESMAL       |      | WILD EVENT |      | ROMANY QUEEN |      | 2400mt | UAI SO         | KIJOLIAMOUR     | 161s5/10 |